# 山村美紗サスペンス (女と愛とミステリー)
『山村美紗サスペンス』（やまむらみさサスペンス）は、2001年から2004年までテレビ東京系「女と愛とミステリー」で放送された、山村美紗の小説を原作にした単発テレビドラマ。全6回。
テレビ東京系水曜20:54 - 22:48枠で放送された山村美紗原作のシリーズ作品についてはそれぞれの項目を参照。
- 不倫調査員・片山由美
- 作家探偵・山村美紗
- 看護師・戸田鮎子の推理カルテ

## 殺意の果てに

### キャスト（殺意の果てに）
- 笛木透（弁護士） - 加藤剛
- 飯島貢（関東刑務所受刑者） - 荻島真一
- 笛木佐知（笛木の娘） - 小田茜
- 進藤由紀（バー「睦月」元ママ） - 風祭ゆき
- 遠山栄（妻を絞殺された男性） - 伊東達広
- 遠山信子（遠山の妻） - 早野ゆかり
- 村山奈津（法律事務所事務員） - 山村紅葉
- 飯島弓江（飯島の娘） - 坪井木の実
- 中村（弁護士・笛木の後輩） - 川口啓史
- 飯島太一（飯島の孫） - 福田勇介
- 医師 - 加藤佳男
- クラブのママ - 山下裕子
- 関東刑務所所長 - 中吉卓郎
- 医師 - 志村要
- 警官 - 須田真魚
- 今泉（定時制高校教師） - 川井康弘
- 山梨（刑事） - 矢野宣
- 竹山（高山北署刑事） - 中野誠也
- 貝塚悠造（美樹子の父） - 滝田裕介
- 貝塚美樹子（弁護士・笛木の教え子） - 竹下景子
- 立花一男、平田朝音、長浜奈津子、遠藤剛、伊藤玄樹、田中諒、島田豊、谷部央年、兵藤征宏

### スタッフ（殺意の果てに）
- 原作 - 山村美紗『殺意のまつり』
- 脚本 - 鶴島光重
- 監督 - 小野田嘉幹
- 音楽 - 丸谷晴彦
- プロデューサー - 古賀伸雄、佐々木彰
- 方言指導 - 小枝憲一
- 殺陣 - スーパーアクションメガシステム
- 制作協力 - 蟻プロダクション、松竹
- 制作 - テレビ東京、BSジャパン、劇団俳優座

## 京都グルメ旅行殺人事件

### キャスト（京都グルメ旅行殺人事件）
- 小早川由美（旅行雑誌の副編集長） - 松下由樹
- 加藤順子（女優） - 田中美奈子
- 石野優子（ノンフィクションライター） - 渡辺梓
- 中村大介（旅行雑誌のカメラマン） - 草野康太
- 村上レミ（証券会社勤務） - 竹内都子
- 佐渡克己（ルポライター） - 竜川剛
- 置き屋の女将 - 星野美恵子
- 藤田みどり（キャビンアテンダント） - 斎藤陽子
- 巻修斗（漫画家） - 松尾貴史
- 畑山渚（呉服店の女将） - 山村紅葉
- 三浦明彦（旅行雑誌の編集長） - 小野武彦
- 狩矢警部 - 船越英一郎
- 白井滋郎、杉山幸晴、宮永淳子、木村康志、城本一樹、成澤真友子、西上俊美、中山新、南雲勝郎、石川栄二、内藤和也、長谷部香苗、野土晴之

### スタッフ（京都グルメ旅行殺人事件）
- 原作 - 山村美紗『京都グルメ旅行殺人事件』
- 脚本 - 重森孝子
- 監督 - 長谷部安春
- 制作 - テレビ東京、BSジャパン、G・カンパニー

## 京都新婚旅行殺人事件

### キャスト（京都新婚旅行殺人事件）
- 田中美知子（東西物産OL） - 斉藤由貴
- 南田麗子（東西物産社長夫人） - 多岐川裕美
- 南田庸造（東西物産社長） - 寺田農
- 宮脇佐知子（美知子の姉） - 山村紅葉
- 森川一男（東西物産営業課長） - 志村東吾
- 南田千津（東西物産社長令嬢） - 越智静香
- 小松（刑事） - 松永博史
- 東西物産札幌支店長 - 藤田宗久
- 目黒裕子（美知子の同僚） - 杉本夕子
- 東西物産社員 - 南雲勝郎、青木英樹、植山祐三子
- 佐山孝（東西物産専務） - 中山仁
- 川口アケミ（東西物産総務） - 山口佳奈子
- 真理の母 - 岡田千代
- 葛城真理（朱雀の2度目の妻） - 井上麻衣子
- 北川信彦（麗子の恋人） - 鎌田納
- 朱雀修一郎（東西物産第一営業部長） - 西村和彦
- 狩矢警部（滋賀県警警部） - 船越英一郎
- 永田周作、鈴木千賀子、峠田悟

### スタッフ（京都新婚旅行殺人事件）
- 原作 - 山村美紗『京都新婚旅行殺人事件』
- 脚本 - 長野洋
- 監督 - 南部英夫
- プロデューサー - 野木小四郎、渡辺良介、不破敏之
- 制作 - テレビ東京、BSジャパン、大映テレビ

## 税関検査官・今井陽子
『税関検査官・今井陽子 密輸ダイヤモンド殺人事件』は2003年2月19日に放送された。主演は名取裕子。

## 京都離婚旅行殺人事件

### キャスト（京都離婚旅行殺人事件）
- 石田里香（沖田薫の付き人） - 田中美里（幼少期：橘えりか）
- 沖田薫（ミステリードラマの女王） - 秋吉久美子
- 橋口警部補（京都府警警部補） - 前田耕陽
- 石田民江（里香の姉・喫茶店経営者） - 山村紅葉
- 中村亜美（沖田薫のマネージャー） - 越智静香（幼少期：高山瞳）
- 野本四郎（プロデューサー） - 山形恵介
- 石田久造（里香の父親） - 平野稔
- 中山武夫（ドラマ監督） - 山口真司
- 北上邦彦（俳優） - 谷川俊
- 室川（京都府警刑事） - 田代泰
- 塚口（京都府警刑事） - 松永博史
- 野口鮎子（女優） - 大沢逸美
- 沖田雅也（沖田薫の夫・監督） - 前田吟
- 狩矢警部（京都府警警部） - 船越英一郎
- ホテルの客 - 南雲勝
- 記者 - 南部恭子、桑原良二
- 亜美の母 - 岡田千代
- 万田誠一（美松グループ会長） - 平澤洋爾
- 山本麻生、清水恵、植栗芳樹、植栗留美、森つばさ、旭屋光太郎

### スタッフ（京都離婚旅行殺人事件）
- 原作 - 山村美紗『京都離婚旅行殺人事件』
- 脚本 - 安本莞二
- 監督 - 南部英夫
- プロデューサー - 野木小四郎
- 制作 - テレビ東京、BSジャパン、大映テレビ

## 小京都飛騨高山殺人事件

### キャスト（小京都飛騨高山殺人事件）
- 青葉今日子（ミステリー作家） - 名取裕子
- 岸本明子（岸本の妹） - 国分佐智子
- 山瀬三郎（春慶塗職人） - 川野太郎
- 杉浦静（ショッピングセンター社長の娘） - あき竹城
- 杉浦信男（静の夫） - 加納竜
- 岸本澄夫（春慶塗職人） - 布川敏和
- 寺内（高山署刑事） - 前田耕陽
- さつき（平湯館女将） - 山村紅葉
- 今岡（月刊サスペンス編集長） - 水森コウ太
- 冬木エミ（「RUNA」ホステス） - 古川理科
- 寺内警部（高山署警部） - 森本レオ
- 和田美佐江（編集者） - 山本陽子
- 六本木クラブ「RUNA」ママ - 鈴木ひろみ
- 猟師 - 市原清彦
- 高山署刑事 - 弓田真好社、金光仁三
- 鑑識員 - かんたろう
- 旅行者 - 中村ちひろ、小坂清美

### スタッフ（小京都飛騨高山殺人事件）
- 原作 - 山村美紗『小京都連続殺人事件』
- 脚本 - いずみ玲
- 監督 - 南部英夫
- プロデューサー - 不破敏之、野木小四郎、菅沢正浩
- 制作 - テレビ東京、BSジャパン、テレビ東京制作

## 放送リスト
| 回数 | 放送日         | タイトル               | 主演     | 原作                       | 脚本     | 監督       |
| ---- | -------------- | ---------------------- | -------- | -------------------------- | -------- | ---------- |
| 1    | 2001年03月14日 | 殺意の果てに           | 加藤剛   | 『殺意のまつり』           | 鶴島光重 | 小野田嘉幹 |
| 2    | 2002年02月13日 | 京都グルメ旅行殺人事件 | 松下由樹 | 『京都グルメ旅行殺人事件』 | 重森孝子 | 長谷部安春 |
| 3    | 2002年07月03日 | 京都新婚旅行殺人事件   | 斉藤由貴 | 『京都新婚旅行殺人事件』   | 長野洋   | 南部英夫   |
| 4    | 2003年02月19日 | 税関検査官・今井陽子   | 名取裕子 | 『大阪国際空港殺人事件』   | 橋本以蔵 | 樋口徹     |
| 5    | 2003年06月04日 | 京都離婚旅行殺人事件   | 田中美里 | 『京都離婚旅行殺人事件』   | 安本莞二 | 南部英夫   |
| 6    | 2004年09月01日 | 小京都飛騨高山殺人事件 | 名取裕子 | 『小京都連続殺人事件』     | いずみ玲 | 南部英夫   |